# Apertura Van't Kruijs
|       |       |       |       |       |       |       |       |       |  |
|       | a8 rd | b8 nd | c8 bd | d8 qd | e8 kd | f8 bd | g8 nd | h8 rd |  |
| a7 pd | b7 pd | c7 pd | d7 pd | e7 pd | f7 pd | g7 pd | h7 pd |       |  |
| a6    | b6    | c6    | d6    | e6    | f6    | g6    | h6    |       |  |
| a5    | b5    | c5    | d5    | e5    | f5    | g5    | h5    |       |  |
| a4    | b4    | c4    | d4    | e4    | f4    | g4    | h4    |       |  |
| a3    | b3    | c3    | d3    | e3 pl | f3    | g3    | h3    |       |  |
| a2 pl | b2 pl | c2 pl | d2 pl | e2    | f2 pl | g2 pl | h2 pl |       |  |
| a1 rl | b1 nl | c1 bl | d1 ql | e1 kl | f1 bl | g1 nl | h1 rl |       |  |
|       |       |       |       |       |       |       |       |       |  |

La  Apertura Van’t Kruijs (ECO A00) es una apertura menor y poco utilizada, considerada una apertura irregular. Controla una sola casilla central y con ellas se puede transponer a otras líneas, pero, en general, se entra en líneas inferiores. Le debe el nombre al jugador Maarten van't Kruijs (1813-1885), campeón del sexto Campeonato de los Países Bajos de ajedrez en 1878. Está catalogada con el código A00 en la Enciclopedia de aperturas de ajedrez.
Línea principal
1.e3
1.e3 e5 2.c4 d6 3.Cc3 Cc6 4.b3 Cf6